# Lycisca auripyga
Lycisca auripyga är en stekelart som beskrevs av Embrik Strand 1911. Lycisca auripyga ingår i släktet Lycisca och familjen puppglanssteklar.
Artens utbredningsområde är:
- Bolivia.
- Colombia.

Inga underarter finns listade i Catalogue of Life.